# Elezioni presidenziali negli Stati Uniti d'America del 1816
Le elezioni presidenziali negli Stati Uniti d'America del 1816, le ottave dall'indipendenza degli Stati Uniti, si tennero da venerdì 1 novembre a mercoledì 2 dicembre 1816 e furono vinte dal democratico-repubblicano James Monroe, che succedette al suo collega di partito James Madison. Con il Partito Federalista sull'orlo dello sfaldamento, James Monroe ottenne un vantaggio schiacciante contro una debole opposizione guidata dal candidato alla presidenza Rufus King. In queste elezioni si videro gli effetti della fine della guerra del 1812, per cui il Partito Democratico-repubblicano, contrario alla guerra, si rafforzava mentre il Partito Federalista subì una netta sconfitta.

## Convention del Partito Democratico-Repubblicano
James Monroe, dello stato della Virginia, godeva il favore di entrambi gli ex presidenti Jefferson e Madison, tuttavia Monroe dovette affrontare la concorrenza agguerrita del segretario della guerra William H. Crawford dello stato della Georgia. Inoltre molti volevano porre fine alla serie di presidenti provenienti dalla Virginia. Alla fine a prevalere fu la lunga carriera all'estero di Monroe che portò i delegati a far convergere i loro voti sul candidato della Virginia. Nel mese di marzo del 1816, durante il Congresso del Partito Democratico-repubblicano, l'assemblea nominò Monroe candidato alla presidenza e il governatore di New York Daniel D. Tompkins la vice presidenza. I risultati videro Crawford sconfitto per 54 voti contro i 65 voti di Monroe.

### Candidati ufficiali alla convention

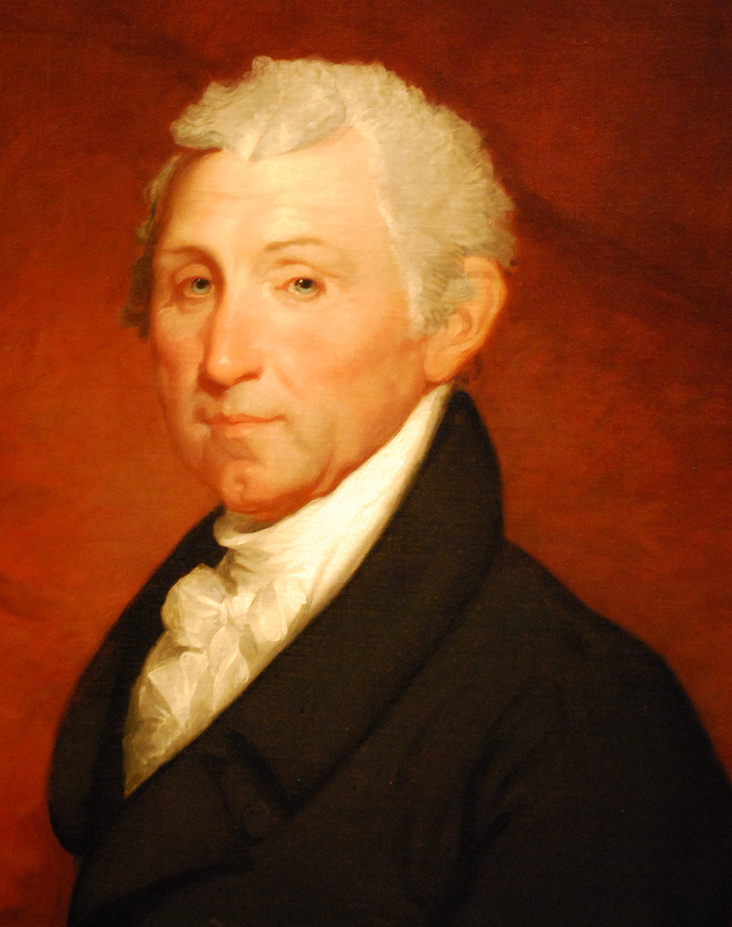
Segretario di Stato James Monroe
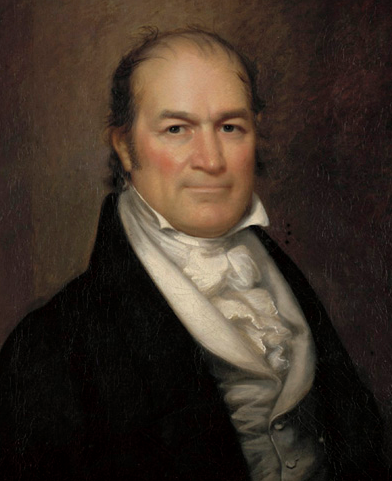
Segretario alla Guerra degli Stati Uniti William H. Crawford

### Ritirati prima della convention

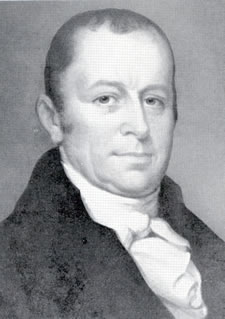
Governatore Simon Snyder della Pennsylvania
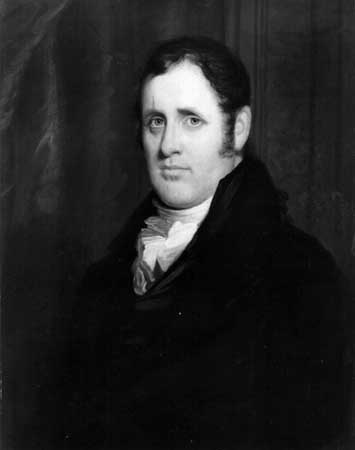
Governatore Daniel D. Tompkins di New York

### Rifiutano la candidatura

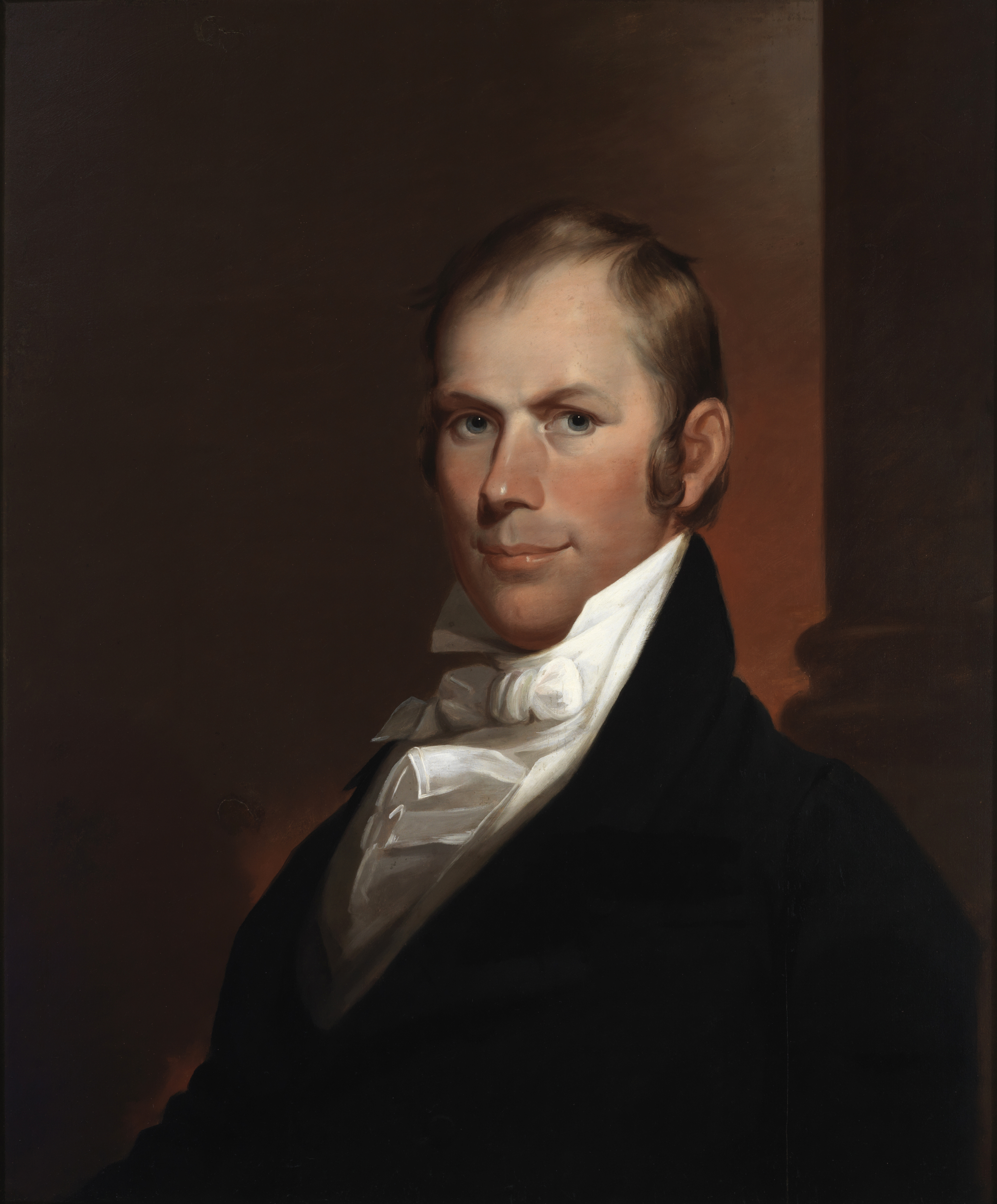
Presidente della Camera dei rappresentanti degli Stati Uniti d'America Henry Clay dal Kentucky
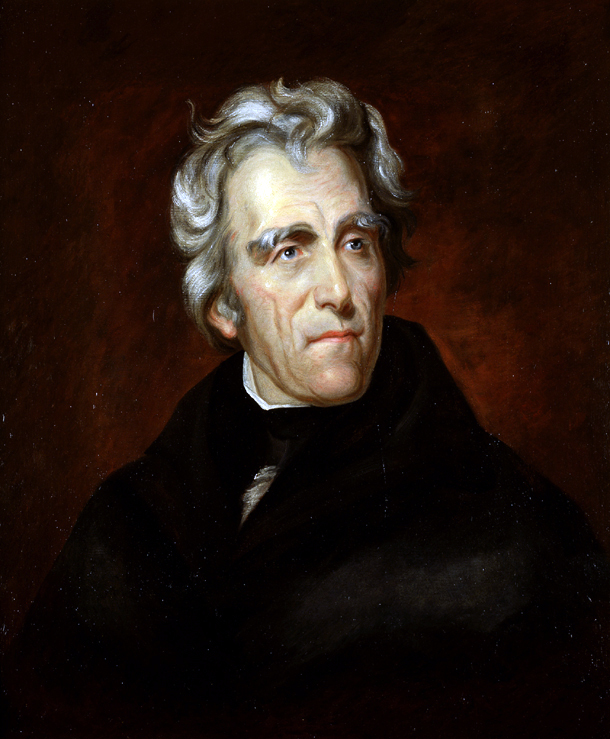
Senatore Andrew Jackson dal Tennessee

| Ballottaggio per la presidenza |    | Ballottaggio per la vice presidenza |    |
| James Monroe                   | 65 | Daniel D. Tompkins                  | 85 |
| William H. Crawford            | 54 | Simon Snyder                        | 30 |
| ------------------------------ | -- | ----------------------------------- | -- |

## Convention del Partito Federalista

### Candidato ufficiale
Il Partito Federalista nominò per acclamazione sia il candidato presidente Rufus King sia il candidato vice presidente John Eager Howard.

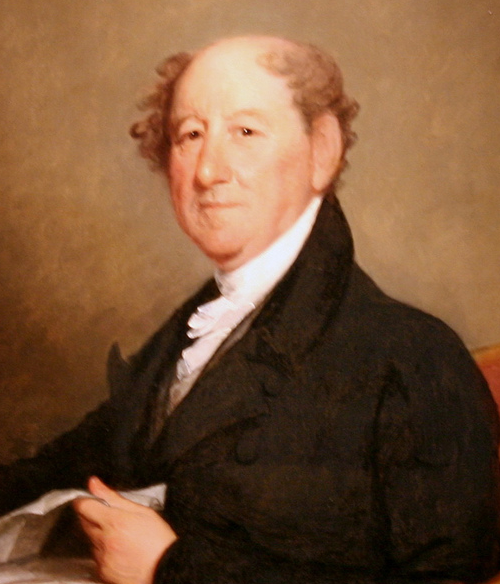
Senatore Rufus King da New York